# Jeu d'échecs électronique

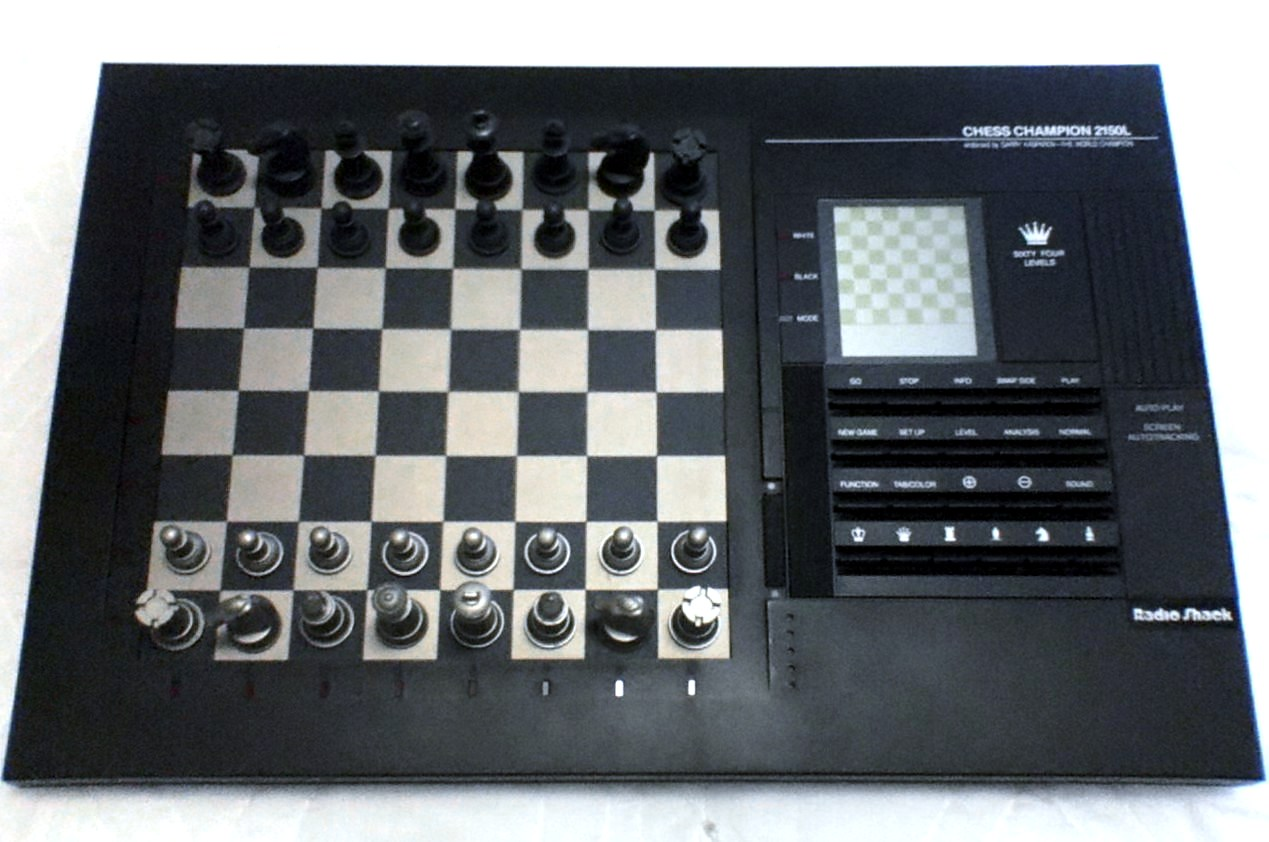
Ordinateur d'échecs

Un jeu d'échecs électronique est un appareil électronique qui permet de jouer seul au jeu d'échecs. On dit aussi à juste titre jouer contre l'ordinateur : en effet, l'appareil comprend un système de calcul, des circuits intégrés spécialisés et une interface homme-machine suffisants pour les besoins du jeu. C'est donc un véritable ordinateur, complet et autonome.

## Éléments
Le plus souvent, l'appareil comprend :
- un jeu de 32 pièces complet,
- un plateau disposant de capteurs de position des pièces,
- des microcontrôleurs dédiés,
- des LED ou un écran à cristaux liquides pour indiquer les coups de l'ordinateur,
- trois indicateurs : échec, mat, et pat,
- un indicateur sonore désactivable.
- Une touche pour chaque type de pièce, permettant de vérifier leurs emplacements respectifs au cours du jeu, de rentrer des positions, de  spécifier une sous-promotion, d'inverser le sens du jeu  ou encore de proposer un conseil sur le coup à jouer.

Certains jeux proposent un mode entrainement avec alerte en cas de possible prise de pièce.

## Fonctionnalités
L'appareil peut disposer de fonctionnalités plus ou moins évoluées suivant son prix :
- une bibliothèque d'ouvertures plus ou moins étoffée,
- un système de réglage du niveau, souvent basé sur le temps de calcul accordé à l'ordinateur,
- un mode de résolution de problème d'échecs avec mat en N coups[2],
- un mode débutant qui suggère les coups possibles pour chaque pièce,
- Un mode d'entraînement qui propose des problèmes simples à résoudre avec évaluation.

## Types de modèles

### Modèles de salon

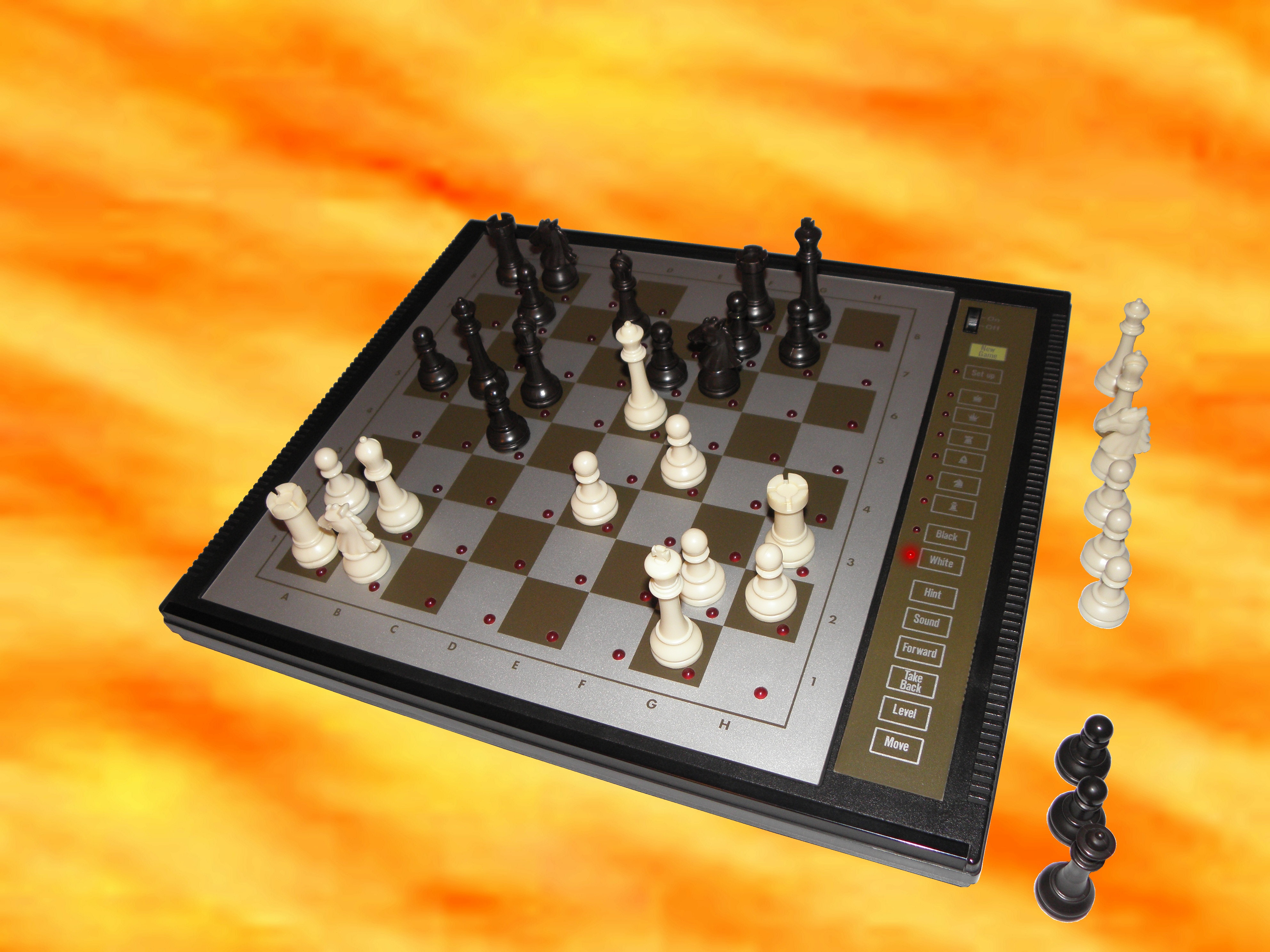
Galaxy mark VII avec diode signalisatrice sur chaque case

Les jeux d'échecs électroniques de salon possèdent un véritable plateau de jeu et des pièces suffisamment grandes pour être manipulées facilement.
Certains modèles se présentent sous la forme d'une simple calculatrice, parfois accompagné d'un plateau et de pièces sommaires. Le joueur joue alors sur le plateau de jeu et saisit ses coups par l'intermédiaire des touches de l'appareil. Les modèles les plus perfectionnés peuvent être branchés sur un échiquier sensitif, ce qui améliore le confort de jeu.
Les modèles de salon haut de gamme se démarquent par l'utilisation du bois au lieu du plastique pour les pièces et le plateau de jeu, une bibliothèque d'ouverture étendue, la possibilité d'ajouter des modules supplémentaires, ou de brancher le jeu à un micro-ordinateur. 
Les jeux d'échecs électroniques de salon sont en règle générale plus puissants que leurs homologues de voyage.

### Modèles de voyage

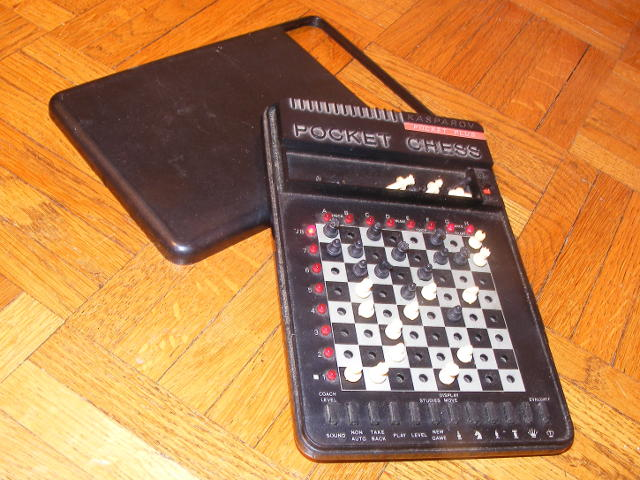
Grâce à son couvercle, les pièces restent en place pendant le transport du Kasparov Pocket Plus

Les jeux d'échecs électroniques de voyage permettent au joueur de pratiquer les échecs n'importe où car ils ne nécessitent pas de support plat pour jouer.
La partie peut être interrompue rapidement, et les pièces laissées à leur place sur l'échiquier.
Quelques modèles se démarquent par l'utilisation d'un écran à cristaux liquides et l'absence de pièces. L'appareil s'apparente alors plus à un jeu électronique classique.
Les modèles haut de gamme sont souvent construits sur la base d'anciens modèles de salons dont les composants ont été miniaturisés.

## Marques réputées
- Les précurseurs : 

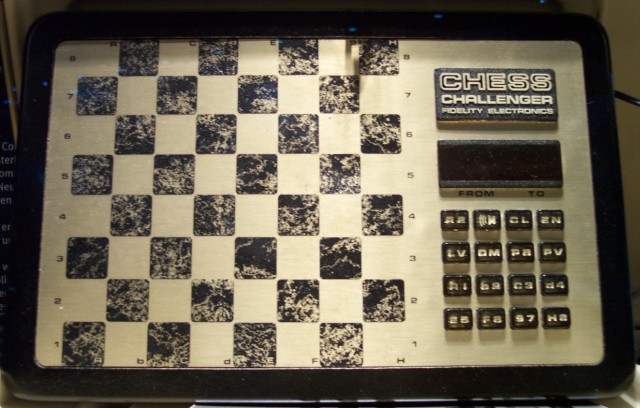
Fidelity Electronics Chess Challenger, premier ordinateur d'échecs en 1977

  - le premier jeu d'échecs électronique est le Fidelity Chess Challenger 1. Sorti en mars 1977 en 1000 exemplaires aux États-Unis, n'a pas été importé en Europe.
  - la série des ordinateurs de Fidelity Electronics: Chess Challenger, Super Sensory 9, Elite A/S, qui remportent les premiers championnats du monde des micro-ordinateurs (WMCCC),
  - la série Mephisto de Hegener & Glaser, qui remporte le WMCCC de 1984 à 1990,
- Saitek (anciennement Scisys), en collaboration avec Garry Kasparov à partir de 1983.
- Novag, spécialisée dans les jeux d'échecs électroniques de voyage.
  - Le Novag Citrine, un modèle de salon haut de gamme de la marque.
  - Le Novag Sapphire
- Tiger Electronics
- Yeno
- Lexibook